# Frederick John Kiesler
Frederick John Kiesler, la naștere Friedrich Jakob Kiesler (n. 22 septembrie 1890, Cernăuți, Austro-Ungaria – d. 27 decembrie 1965, New York City, New York, SUA) a fost un arhitect, scenograf, designer și sculptor de avangardă austro-american, de origine evreu din Bucovina. În 1926 s-a stabilit la New York, între 1933-1957 fiind scenograf la Școala de muzică Julliard.

## Biografie

### Copilărie și tinerețe
Kiesler s-a născut în 1890 sub numele Friedrich Jacob Kiesler, între-o familie de evrei la Cernăuți (Czernowitz), capitala Ducatului Bucovina, ținut al coroanei austriece în cadrul Imperiului Austro-Ungar (azi Cernovțî, în Ucraina).
Tatăl său, Dr.Julius Kiesler, a fost funcționar al primăriei Cernăuți și membru in consiliul primăriei și în același timp, secretar al Comunității evreiesti din oras. Mama, Rosa, născută Meisler, a murit în 1891, asa ca de copil Kiesler a fost supravegheat si crescut de sora sa, Maria, cu 17 ani mai mare, și de fratele sau, Emil, cu 9 ani mai mare. 
După ce a terminat cu bacalaureat studiile la Liceul creștin ortodox din Cernăuți Kiesler a plecat la Viena pentru a intra la universitate. Cum nu a fost primit la Academia de Arte Frumoase, in 1908-1909 a învățat un an de arhitectură la  Universitatea chezaro-crăiască de tehnologie (în prezent Universitatea Tehnică din Viena). În 1910, fiind admis la Academia de arte, a studiat acolo trei ani -  pictura cu Rudolf Bacher și gravura în cupru - cu Ferdinand  Schmutzer. În iulie 1913 a întrerupt studiile fără a lua o diplomă. .     
După izbucnirea Primului Război Mondial Kiesler
a fost încorporat în armata austro-ungară Kiesler, mai întâi ca simplu recrut și apoi în regimentul 95 de infanterie.În septembrie 1917 a fost transferat la oficiul militar de presă, în grupul de artă.
Acest oficiu de propagandă a concentrat în acel timp un număr mare de viitoare celebrități în domeniul literaturii și artei, precum Egon Erwin Kisch, Felix Salten, Ferenc Molnar, Oskar Kokoschka   și alții.

### Debutul carierei de designer și arhitect în Austria și Germania
Kiesler s-a însurat în 1920 la o sinagogă din Viena cu Stefanie (Stefi) Frischer (1897-1963), născută la Skoczów în Silezia.
În anii 1920 Kiesler a fost activ in lumea teatrului si a expozițiilor de artă la Viena și Berlin. În 1920 a început o scurtă colaborare cu arhitectul Adolf Loos. În 1923 a devenit membru al grupului De Stijl. 
Kiesler a fost prieten cu multe din figurile majore ale avangardei artistice europene care i-au influențat parcursul nonconformist în raport cu teoriile și practicile artistice  
Deja în 1922 Kiesler a creat un design multimedia la Berlin pentru punerea în scenă a piesei Roboții universali ai lui Rossum de Karel Čapek,folosind un design kinetic, incluzând ecrane laterale mobile și un iris de 2.5 metri. Secvențe de film au fost proiectate asupra unei cascade, realizând prima producție în istorie care combina proiecția de media și o cascadă.

Premiera în traducere germană sub titlul W.U.R. (Werstands Universal Robots) a avut loc la 29 Martie 1923 la Theater am Kurfürstendamm.
Mijloacele electromecanice și proiecțiile de film au fost primite cu entuziasm  de artiștii avangardiști veniți la Berlin. Cu această ocazie Kiesler i-a cunoscut pe Theo van Doesburg, Hans Richter, and Ludwig Mies van der Rohe.La răspântia anilor 1923/1924  Kiesler s-a pregătit sa lucreze la scenografia unui alt spectacol cu Împăratul Jones de Eugene O’Neill la Lustspielhaus din Berlin, sub regia lui Bertold Viertel. . 
În 1924 Kiesler a organizat Expoziția Internațională a noii Tehnici teatrale iar la 24 septembrie 1924 a pus in scenă premiera mondială a filmului de 16 minute «Ballet mécanique», în regia lui Dudley Murphy și a lui Fernand Léger, cu participarea lui Man Ray.În noiembrie 1975 a doua soție a lui Kiesler, Lillian Kiesler a descoperit pelicula originală de 35 mm a versiunii lui Léger în cămara casei de weekend din Hamptons, Long Island. Această versiune, restaurată de Anthology Film Archives a fost inclusă în compilatia documentară cinematografică Unseen Cinema: Early American Avant-Garde Film 1893–1941 care a fost lansată pe șapte discuri DVD în octombrie 2005 (copmpania Image entertainment).
Muzica filmului a fost compusă de George Antheil care a folosit-o pentru a crea o piesa concertantă numită Ballet mécanique prezentată în premieră la Paris în 1926.

### America. Continuarea activității artistice
și în 1926 perechea s-a mutat la New York, unde el a trăit până la sfârșitul vieții. În decembrie 1926 a primit cetățenia americană și și-a schimbat numele în Frederick John Kiesler. 
Kiesler a colaborat la început cu suprarealiștii și cu Marcel Duchamp. A scris mult și extensiv, munca sa teoretică cuprinzând două manifeste lungi:articolul "Pseudo-Functionalism
in Modern Architecture", publicat în iulie 1949 în Partisan Review din iulie 1949 și cartea Contemporary Art Applied to the Store and Its Display (New York: Brentano, 1930)
Proiectele arhitecturale ale lui Kiesler au cuprins «Film Guild Cinema» (1929) la New York City și, împreună cu Armand Phillip Bartos, Sanctuarul Cărții din Ierusalim (1965), 
Între 1937-1943 Kiesler a fost directorul Laboratorului de Corelație de design (Laboratory for Design Correlation) în cadrul Școlii de arhitectură ,proiectare și conservare Columbia, din cadrul Secției de arhitectură a Universității Columbia, unde programa de studii era mai pragmatică și orientată comercial, în spiritul conceptelor și ideilor sale - ca, de pildă correalism, continuitate - în ce priveste relațiile dintre spațiu, oameni, obiecte și concepte. 

Kiesler a creat designuri de obiecte, precum mobila biomorfică din camera Galeriei Abstracte din cadrul Galeriei lui Peggy Guggenheim de Artă a secolului al XX-lea. Pentru ele a căutat să „dizolve” vizualul, realul, imaginea și mediul într-un spațiu liber mișcător. La fel, a continuat această abordare în „Casa fără sfârșit” (1942), expusă ca machetă în 1958-1959 la Muzeul de Artă Modernă Whitney. Proiectul se baza pe vitrinele sale din anii 1920 și pe Film Guild Cinema din New York.
Kiesler a proiectat vitrine pentru Saks Fifth Avenue în 1928-1830
Mai devreme în cariera sa, Kiesler a inventat sistemul revoluționar de suspendare L+T 1924 (Leger und Treger) destinat galeriilor și muzeelor, creand așa numite sculpturi ambientale.  
Desenele si proiectele sale arhitecturale neortodoxe pe care el le-a numit „polidimensionale” sunt oarecum înrudite cu desenele automate suprarealiste. 
În 1930 Kiesler s-a numărat printre membrii fondatori ai Uniunii Artiștilor și Meșteșugarilor Decoratori AUDAC. Unele din mobilele pe care le-a conceput sunt prezentate în catalogul anual al acestei asociații de scurta durată. După 1990 Unele au fost fabricate postum în cantitati limitate pentru mai multe firme europene. Cea mai populară a fost "Two-Part Nesting Table" din aluminiu. (creată în 1935)

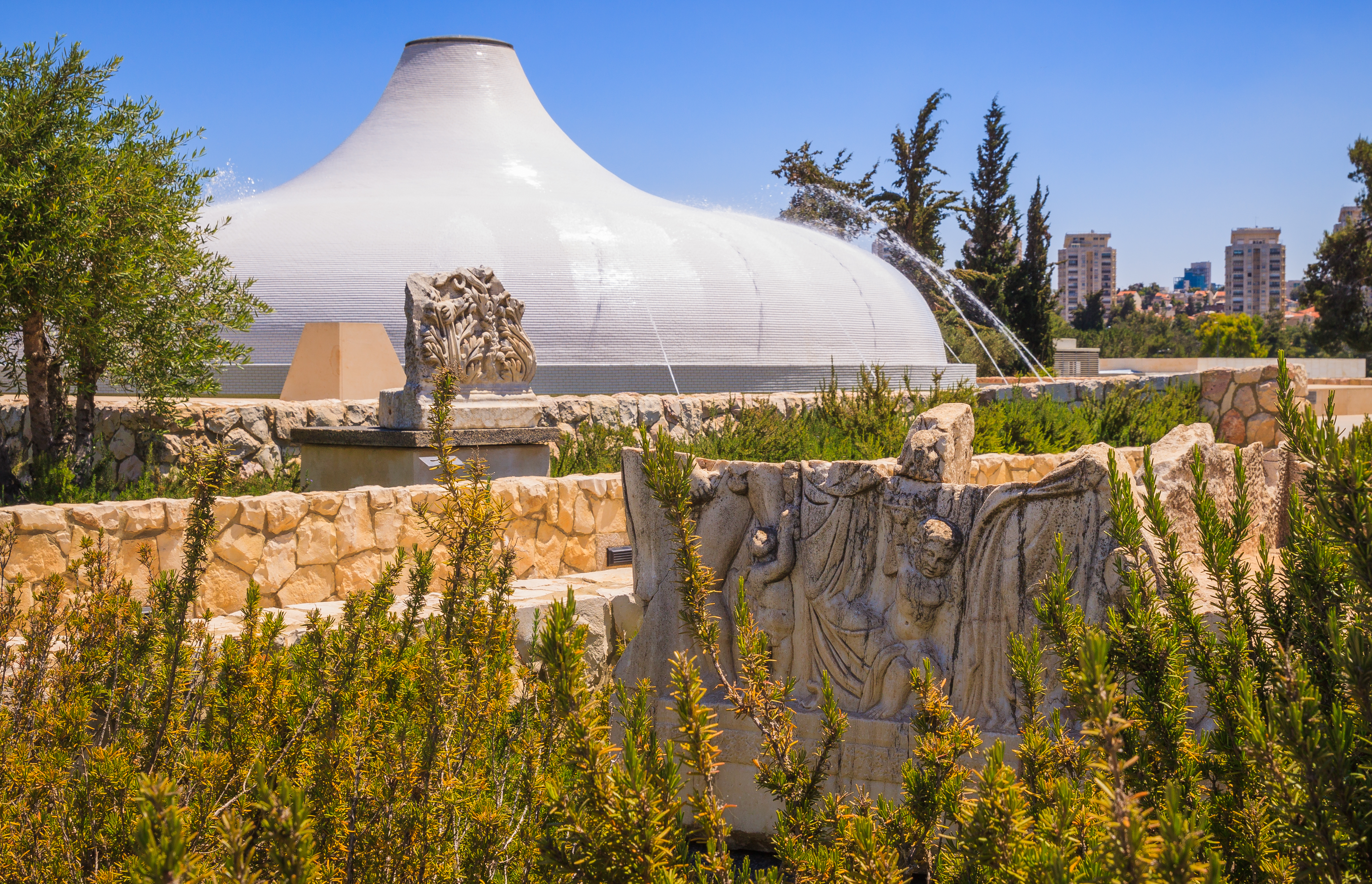
Sanctuarul Cărții din grădina Billy Rose în perimetrul Muzeului Israel din Ierusalim

În septembrie 1963 a murit prima lui soție, Stefi Kiesler. În 1964 cu un an înainte de a muri,după sfatul defunctei soții, Kiesler s-a căsătorit cu Lillian Olinsey, secretara și confidenta sa de multă vreme. 
În mai 1965 al a plecat la Ierusalim pentru inaugurarea Sanctuarului Cărții din Muzeul Israel. A murit după șapte luni la New York